# Hymenophyllum nitidulum
Hymenophyllum nitidulum är en hinnbräkenväxtart som först beskrevs av V. d. Bosch, och fick sitt nu gällande namn av Ebihara och K. Iwats. Hymenophyllum nitidulum ingår i släktet Hymenophyllum och familjen Hymenophyllaceae. Inga underarter finns listade.